# Ricky Steamboat
Richard Henry Blood, Sr (28 de Fevereiro de 1953), mais conhecido pelo seu ring name Ricky "The Dragon" Steamboat, é um ex-lutador de wrestling profissional estadunidense, que teve o seu auge alcançado durante as décadas de 1980 e 1990, onde foi considerado um dos mais perfeitos lutadores.
Atualmente, Blood trabalha como road agent no wrestling. Durante a sua carreira, ele foi na maioria das vezes o babyface, ou seja, tendo muito apoio dos fãs e torcedores em geral.
Steamboat trabalhou em diversas promoções estadunidenses, como há de destacar American Wrestling Association (AWA), National Wrestling Alliance (NWA), World Championship Wrestling (WCW) e World Wrestling Federation (WWF).

## Carreira no wrestling
- Promoções independentes (1976-1977)
- National Wrestling Alliance (1977-1985)
- World Wrestling Federation (1985-1988, 1991)
- World Championship Wrestling (1989, 1991-1994)
- World Wrestling Entreteniment (2009-2010)
  - Após a sua retirada do wrestling no ano de 2010, Steamboat continuou a sua participação no wrestling profissional, com aparições na Total Nonstop Action Wrestling e WWE, onde foi o "juiz especial" de algumas lutas.

## Títulos
- Maple Leaf Wrestling
  - NWA United States Heavyweight Championship (Mid-Atlantic version) (1 vez)
- Mid-Atlantic Championship Wrestling | World Championship Wrestling
  - NWA Mid-Atlantic Heavyweight Championship (2 vezes)
  - NWA Mid-Atlantic Tag Team Championship (3 vezes) - com Paul Jones (2) e Jay Youngblood (1)
  - NWA Television Championship (2 vezes)
  - NWA United States Heavyweight Championship (1 vez)
  - NWA United States Heavyweight Championship (Mid-Atlantic Version) (1 vez)
  - NWA World Heavyweight Championship (1 vez)
  - NWA World Tag Team Championship (Mid-Atlantic version) (6 vezes) - com Paul Jones (1) e Jay Youngblood (5)
  - WCW United States Heavyweight Championship (1 vez)
  - WCW World Tag Team Championship (2 vezes) - com Dustin Rhodes (1) e Shane Douglas (1)
  - WCW World Television Championship (2 vezes)
- World Wrestling Federation
  - WWF Intercontinental Heavyweight Championship (1 vez)
  - WWE Hall of Fame (classe de 2009)
- Pro Wrestling Illustrated
  - PWI Jovem do Ano (1977)
  - PWI Tag Team do Ano (1978) - com Paul Jones
  - PWI Luta do Ano (1987) vs. Randy Savage
  - PWI Luta do Ano (1989) vs. Ric Flair
  - PWI o colocou como #7 dos 500 melhores wrestlers durante a PWI 500 de 1991
  - PWI Prêmio de Editor